# Pavel Rostóvtsev
Pavel Alexándrovich Rostóvtsev –en ruso, Павел Александрович Ростовцев– (Gus-Jrustalny, 21 de septiembre de 1971) es un deportista ruso que compitió en biatlón.
Participó en los Juegos Olímpicos de Turín 2006, obteniendo una medalla de plata en la prueba por relevos. Ganó nueve medallas en el Campeonato Mundial de Biatlón entre los años 1999 y 2005, y dos medallas en el Campeonato Europeo de Biatlón de 2005.

## Palmarés internacional
| Juegos Olímpicos   | Juegos Olímpicos        | Juegos Olímpicos  | Juegos Olímpicos |
| Año                | Lugar                   | Medalla           | Prueba           |
| ------------------ | ----------------------- | ----------------- | ---------------- |
| 2006               | Turín (Italia)          | Medalla de plata  | Relevo           |
| Campeonato Mundial |                         |                   |                  |
| Año                | Lugar                   | Medalla           | Prueba           |
| 1999               | Kontiolahti (Finlandia) | Medalla de plata  | Relevo           |
| 2000               | Oslo (Noruega)          | Medalla de oro    | Relevo           |
| 2000               | Oslo (Noruega)          | Medalla de plata  | Velocidad        |
| 2000               | Oslo (Noruega)          | Medalla de plata  | Persecución      |
| 2000               | Oslo (Noruega)          | Medalla de plata  | Salida en grupo  |
| 2001               | Pokljuka (Eslovenia)    | Medalla de oro    | Persecución      |
| 2001               | Pokljuka (Eslovenia)    | Medalla de oro    | Relevo           |
| 2003               | Janty-Mansisk (Rusia)   | Medalla de plata  | Relevo           |
| 2005               | Hochfilzen (Austria)    | Medalla de plata  | Relevo           |
| Campeonato Europeo |                         |                   |                  |
| Año                | Lugar                   | Medalla           | Prueba           |
| 2005               | Novosibirsk (Rusia)     | Medalla de oro    | Relevo           |
| 2005               | Novosibirsk (Rusia)     | Medalla de bronce | Individual       |